# OR21
OR21 − radziecka lokomotywa parowa, skonstruowana przez inżyniera P. Szaroijko w 1953. Nowy parowóz miał zastąpić starszy model FD. Wyprodukowano tylko trzy sztuki tego parowozu, gdyż w latach 50. w ZSRR, zaczęły upowszechniać się lokomotywy spalinowe i elektryczne.
Nazwa OR jest skrótowcem pochodzącym od Zakładów kolejowych im. Rewolucji październikowej ("Завод им. Октябрьской Революции"). OR21 i P36 były ostatnimi lokomotywami parowymi, na których testowano prędkość i wytrzymałość.